# Ledňáček džunglový

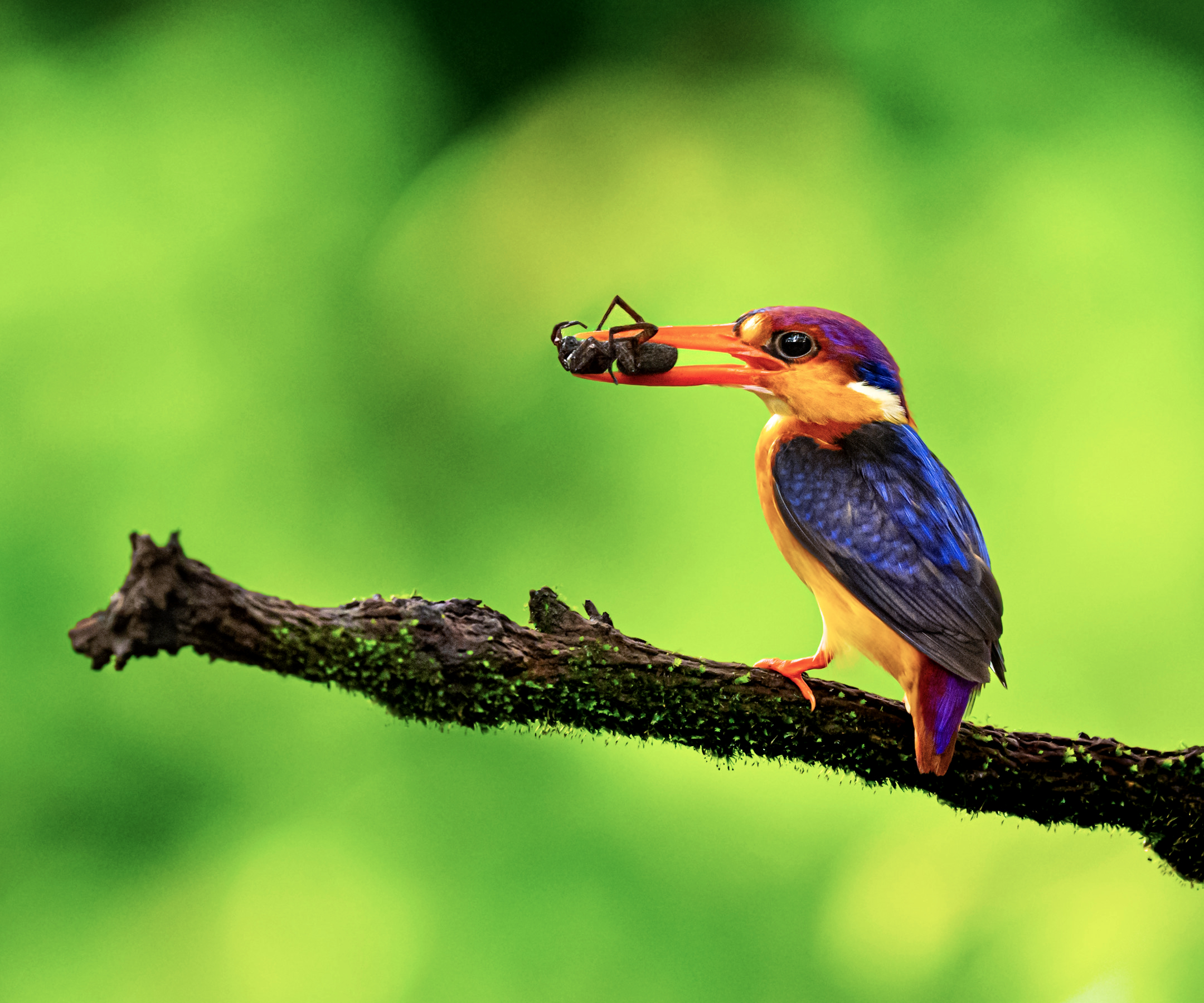
Ledňáček džunglový sedící na mechem porostlé větvi

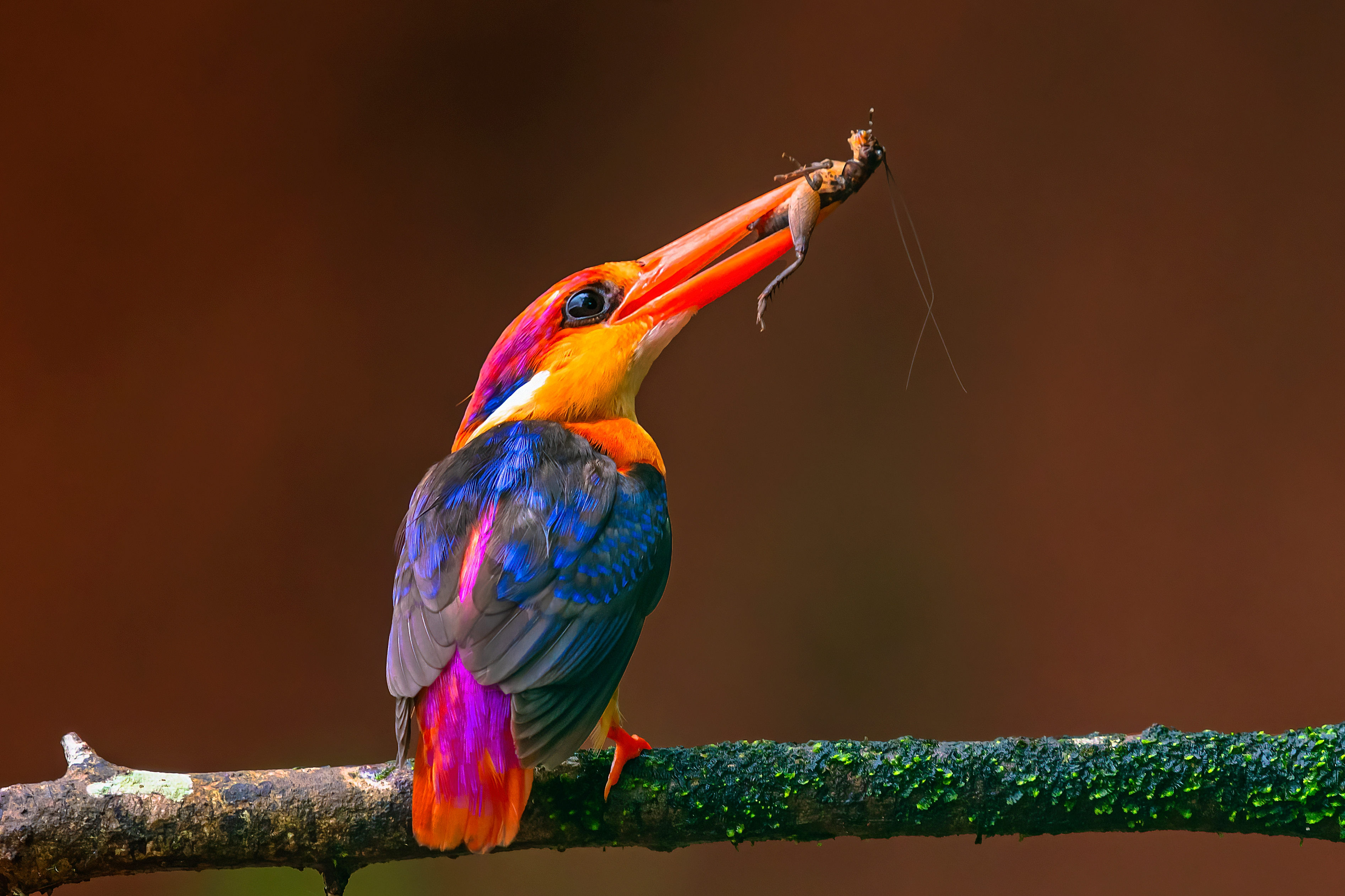
Ledňáček džunglový v Maháraštre (Indie)

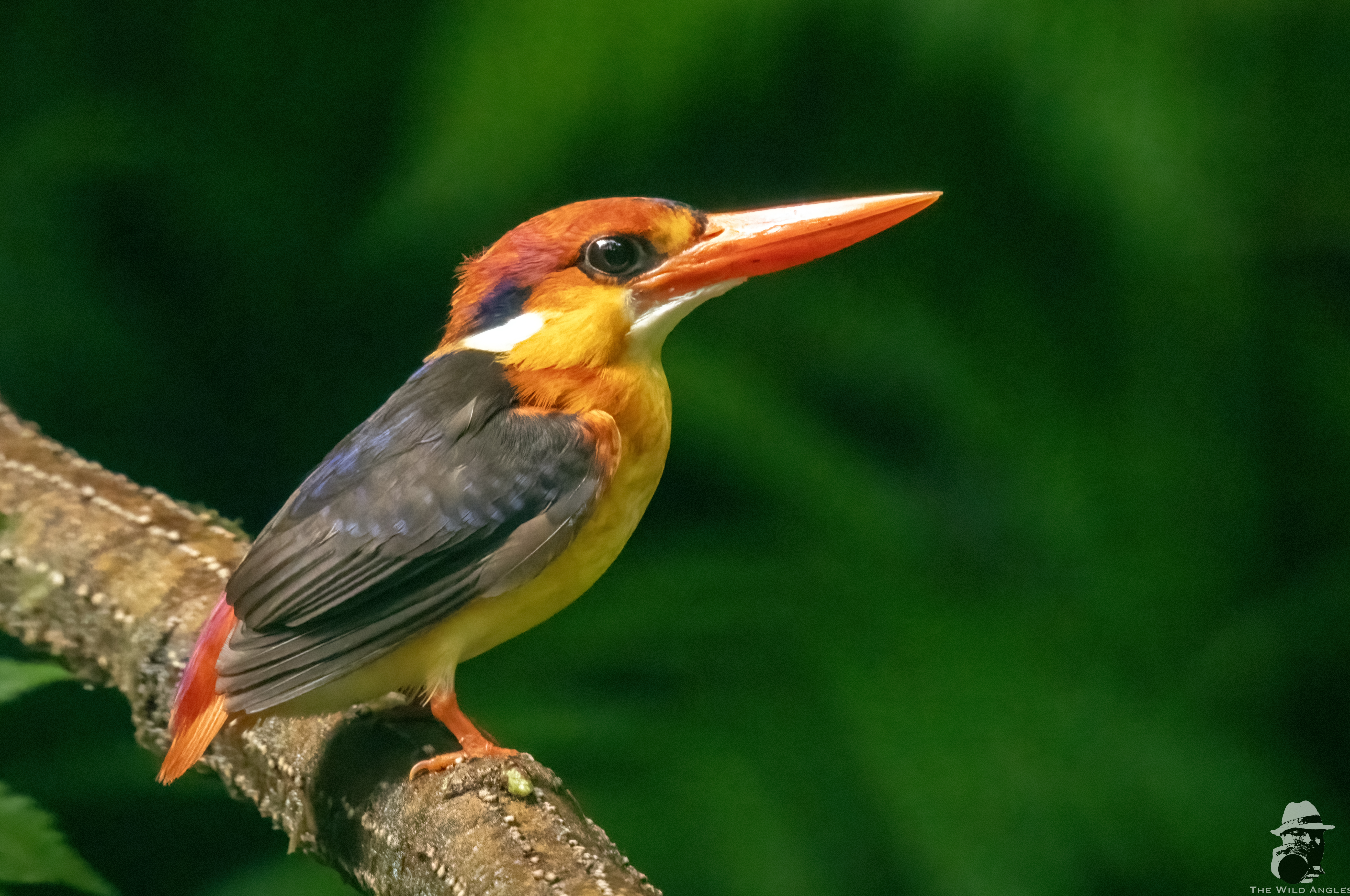
Dospělý jedinec v Goa (Indie)

Ledňáček džunglový (Ceyx erithaca) je pták z čeledi ledňáčkovitých.
Tento tropický ledňáček je částečný migrující druh, který je endemický v částech indického subkontinentu a pevninské jihovýchodní Asie. Žije v nížinných lesích, obvykle v blízkosti potoků nebo rybníků, kde se živí hmyzem, pavouky, červy, kraby, rybami, žábami a ještěrkami. Od ostatních ptáků ve svém areálu rozšíření se snadno odlišuje červeným zobákem, žlutooranžovou hrudí, fialovooranžovým ocasem a modročerným hřbetem.

## Popis
Ledňáček džunglový je jedním z nejmenších známých druhů ledňáčků. Měří 12,5–14 cm na délku (včetně zobáku a ocasu).  Samice obvykle váží 14–16 g a samec 14–21,5 g. Obě pohlaví jsou si jinak podobná a pohlavní dimorfismus se nevyskytuje. Samci i samice mají černou skvrnu u kořene zobáku, modré a bílé skvrny na týlu, rezavé temeno, kostřec a ocas, tmavě modrá křídla, bílou bradu a hrdlo, žlutooranžové břicho, tmavě hnědou duhovku a červené nohy a zobák.  Mláďata jsou matnější a mají méně lila zbarvení; bílou bradu, hrdlo a břicho, žlutooranžový zobák se světlým koncem, a modrý hřbet. Tento druh ledňáčka má tři drápy na nohou, existují však i jiní ledňáčci, kteří mají také tři drápy. Počet drápů u těchto druhů ledňáčků se nezdá být adaptivní. Za letu vydávají vysoký, pronikavý zvuk „criet-criet“ nebo měkký „tjie-tjie-tjie“. 

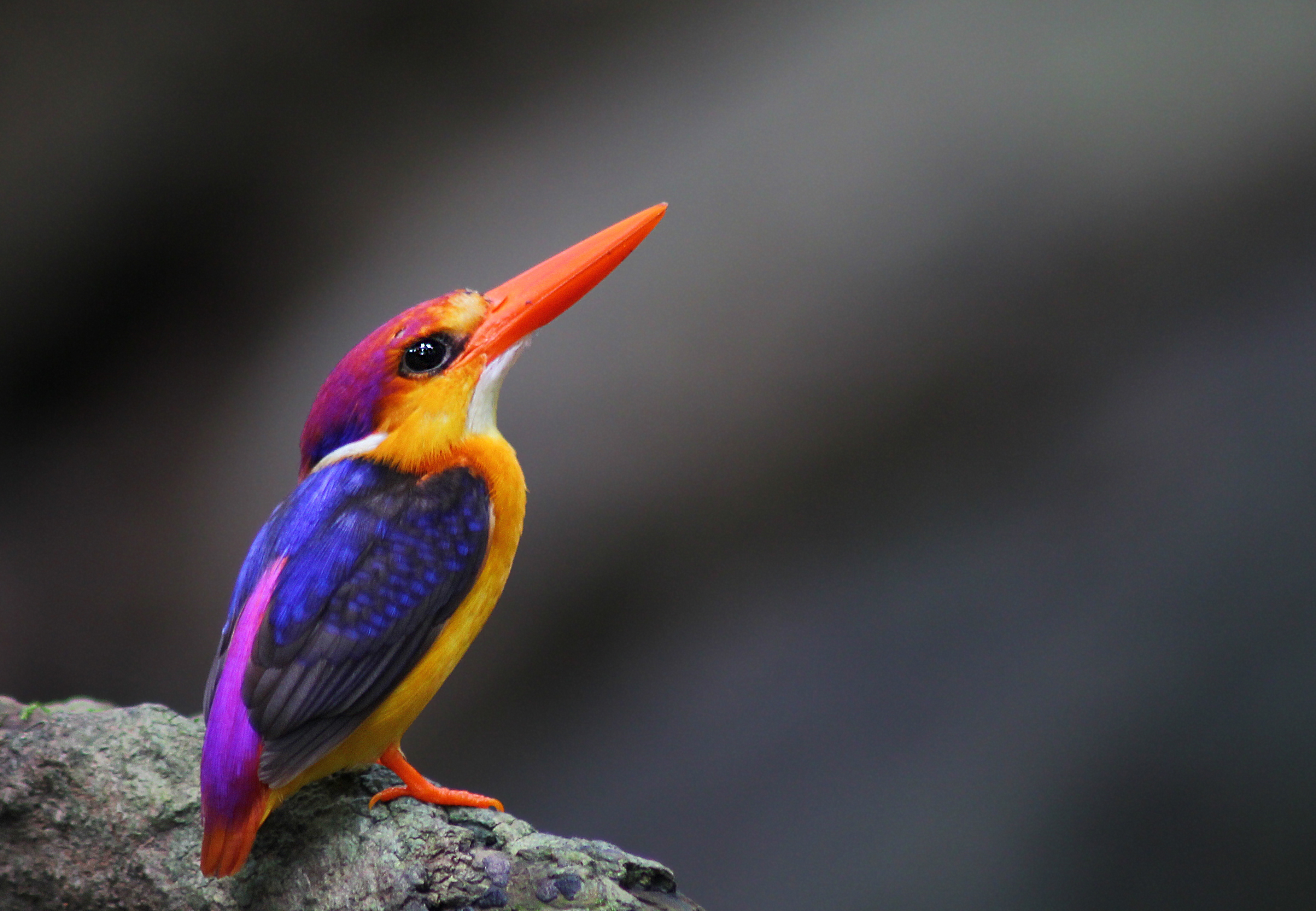
Samec v národním parku Sanjay Gandhi (Indie)

## Poddruhy
Ledňáček džunglový má dva poddruhy:
- Ceyx erithaca erithaca (Linnaeus, 1758)
- Ceyx erithaca macrocarus (Oberholser, 1917)

## Taxonomie a systematika
Ledňáček džunglový byl formálně popsán v roce 1758 švédským přírodovědcem Carlem von Linné v desátém vydání jeho díla Systema Naturae. Zařadil ho k ostatním ledňáčkům do rodu Alcedo a vytvořil binomické jméno Alcedo erithaca. Druhové jméno pochází z latinského erithacus. Linné založil svůj popis na „malém ledňáčkovi z Bengálska“, kterého v roce 1738 popsal a ilustroval anglický přírodovědec Eleazar Albin ve své knize Natural History of Birds.  Ledňáček džunglový je nyní jedním z 23 malých ledňáčků zařazených do rodu Ceyx, který v roce 1799 představil francouzský přírodovědec Bernard Germain de Lacépède.  Binomické jméno se někdy také zapisuje jako Ceyx erithacus.  Toto je nesprávné, protože druhové jméno je přídavné jméno a jeho koncovka se nemění. Podle pravidel Mezinárodní komise pro zoologickou nomenklaturu je správný pravopis Ceyx erithaca. 
Ceyx rufidorsa byl dříve považován za jinou barevnou variantu ledňáčka džunglového. Molekulárně genetické studie však ukázaly, že Ceyx rufidorsa je samostatný taxon a že polymorfismus je výsledkem starověké introgrese, při níž byly některé geny z ledňáčka džunglového přeneseny na Ceyx rufidorsa asi před 140 000 lety. 
Ledňáčkovití (Alcedinidae) jsou čeleď přibližně 118 druhů patřících do řádu srostloprstých. Druhy této čeledi se co do velikosti pohybují od 9 gramů ledňáčka nejmenšího (Ispidina lecontei) až po 500g  ledňáka obrovského (Dacelo novaeguineae).  Navzdory svému názvu nejsou druhy této čeledi všichni rybožraví a mnoho z nich se vyskytuje daleko od vody a jsou predátory suchozemských bezobratlých a malých obratlovců. Ptáci této čeledi se vyskytují převážně v tropech, nicméně existuje několik druhů, které se přizpůsobily mírným oblastem. 
Tuto čeleď lze dále rozdělit do tří podčeledí: Halcyoninae, Cerylinae a Alcedinidae. Podčeleď Alcedinidae je rozšířena v tropické Africe a Asii, na jih do severní Austrálie a Melanésie a na sever do Evropy a mírné Asie. Jak už název napovídá, ledňáčci této podčeledi jsou ve srovnání s ostatními ledňáčky relativně malí. Kromě své velikosti se ledňáčci v této podčeledi vyznačují také jasným zbarvením. Jejich biotopy sahají od hustého lesa až po lesní savany a lze je nalézt také podél vodních toků v zalesněném i otevřeném terénu. 
V podčeledi Alcedinidae se zároveň nachází i rod Ceyx. Druhy tohoto rodu se vyznačují svými suchozemskými stanovišti, stravou, která se skládá převážně z hmyzu, zploštělými oranžovými zobáky a rezavělými horními částmi těla.  Molekulární data naznačují, že v rámci tohoto rodu tvoří ledňáček džunglový dobře podporovanou skupinu tříprstých trpasličích ledňáčků, která zahrnuje ledňáčka zlatého (C. melanurus), ledňáčka lesního (C. lepidus), ledňáčka minadajského (C. argentatus) a ledňáčka ostrovního (C. cyanopectus).

## Rozšíření a stanoviště
Ledňáček džunglový je druh žijící v lesích a mokřadech, který je endemický v částech indického subkontinentu a pevninské jihovýchodní Asie. Jeho areál rozmnožování zahrnuje východní Bangladéš, severovýchodní Indii, Myanmar, jižní Čínu, Laos, Kambodžu a Thajsko. Oddělená populace se vyskytuje v Západním Ghátu, v západní Indii a na Srí Lance. Během zimy někteří ptáci migrují na jih na Malajský poloostrov a Sumatru. 
Nejčastěji se vyskytuje v listnatých a stálezelených primárních a sekundárních lesích, ale také v mangrovech, zarostlých kaučukovníkových zahradách nebo v hustých seskupeních palem, bambusu či keřů.  Obvykle se zdržují v blízkosti lesních potoků a rybníků, ale jejich hnízda jsou často daleko od vody. Drží se nízko u země a je známo, že sedí a létají do 1–2 m od lesní půdy. Jejich preferovaným stanovištěm jsou hustě zastíněné lesní nížiny poblíž malých potoků nebo rybníků. Nížiny, ve kterých se vyskytují, obvykle nepřesahují 1000–1300 m nadmořské výšky. 

### Migrace
Severní populace zimují v jižních částech hnízdního areálu a tento druh je definován jako částečně migrující druh. Často migrují na jih směrem k ostrovům Malajsie od srpna do září a v březnu se vracejí zpět na sever. Velké množství nočních migrujících druhů je hlášeno od srpna do prosince na Fraserově a  Maxwellově kopci  v Malajsii, stejně jako na majákových stanicích na mnoha ostrovech až do 60 km od západního pobřeží. Stále není jisté, zda jsou nejsevernější části areálu tohoto druhu během zimy opuštěny.  Ledňáček džunglový je také hnízdícím hostem ve velké části areálu v Indii, ale jeho migrační trasa zde je stále nejistá.

## Chování a ekologie

### Hnízdění
Kladení vajec probíhá v jihozápadní Indii,na Srí Lance, v severovýchodní Indii, na Malajsii, na Sumatře a na Jávě. Hnízda si staví na březích potoků, v zářezech u silnic nebo v půdě poblíž kořenů padlého stromu, často daleko od vody. Samec a samice společně vyhloubí vodorovný tunel, který je 15–100 cm dlouhý, 3,8–4,5 cm v průměru a končí nevystlanou komorou. Jeden pár vykopal 25 cm své nory v písku asi za 40 minut. Nevystlaná komora je 10–15 cm široká a 5–7 cm vysoká. Tunel i komora jsou nakloněny nahoru, což pravděpodobně minimalizuje vstup vody do komory a napomáhá odtoku odpadního materiálu z hnízda. Generační doba je přibližně 4,2 roku. Typická velikost snůšky je 3–7 vajec, v průměru kolem 5 vajec na snůšku.  Vejce samice naklade ráno s jednodenním intervalem mezi nimi. Inkubace začíná po snesení posledního vejce a inkubační doba trvá 17–18 dní. Vejce inkubují samec i samice, samice však hraje v inkubační době větší roli, protože je zodpovědná za inkubaci vajec v noci. Doba líhnutí je 18–20 dní a mláďata obvykle vylétají ráno.

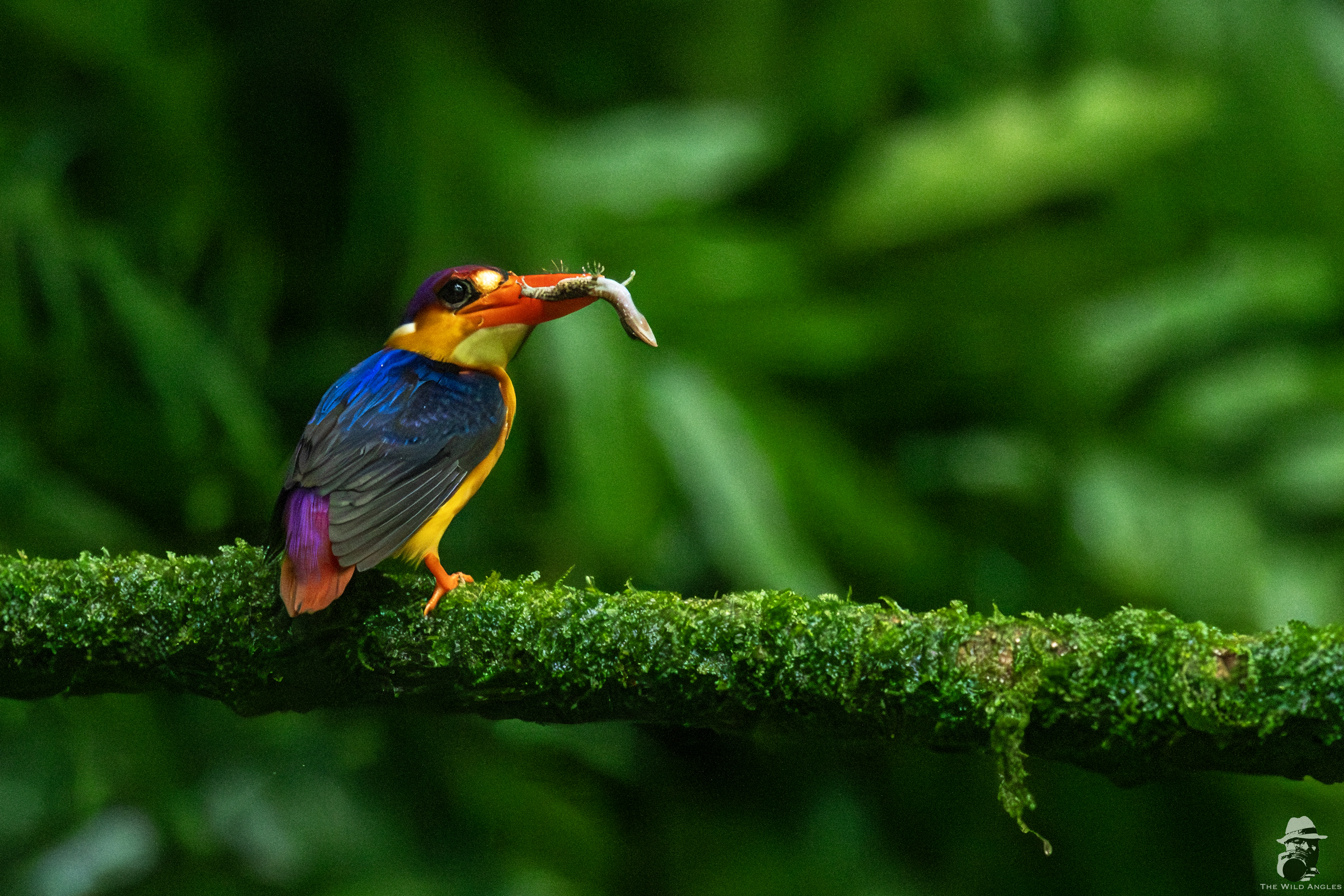
Nošení potravy pro mláďata v hnízdě (Indie)

### Potrava
Jejich strava se skládá převážně z hmyzu, včetně kudlanek (Mantodea), rovnokřídlých (Orthoptera), dvoukřídlých (Diptera), potápníkovitých (Dytiscidae), mravencovitých (Formicidae), jepic (Ephemeroptera), ale zahrnuje také málostětinatce (Oligochaeta) a malé kraby, ryby, žáby a ještěrky.

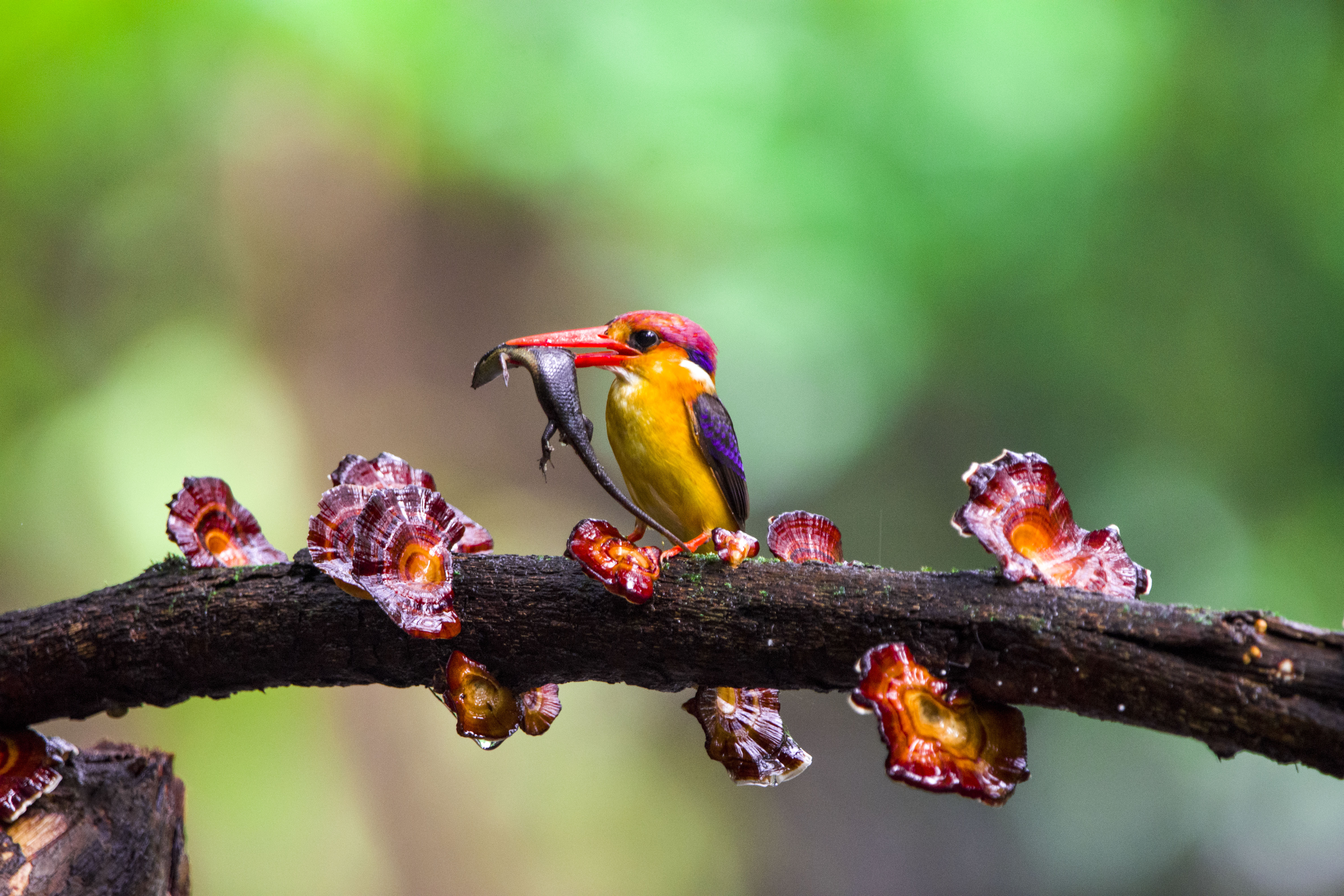
Ledňáček džunglový s úlovkem scinka (Indie)

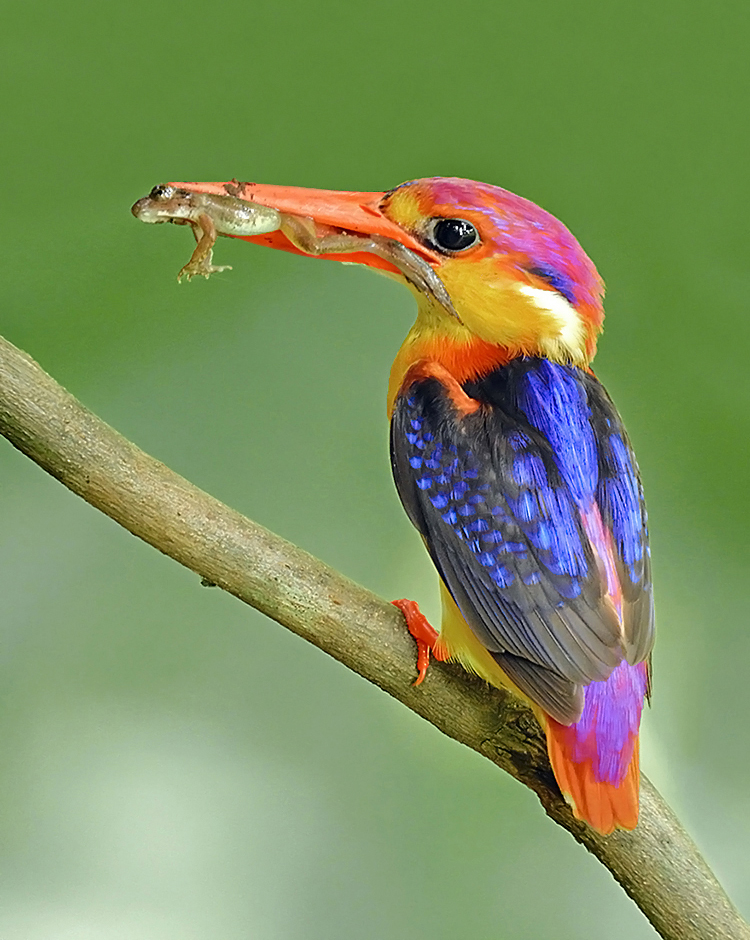
S úlovkem žáby v Maháráštre (Indie)

Ledňáčci džungloví loví svou potravu osaměle a hřadují v nízké vegetaci nebo na skalách, než vyletí, aby chytili kořist ze země nebo z listí. Dokážou sundat pavouky ze svých sítí a za letu chytat hmyz. Dokážou se také potápět do vody pro kořist na hladině nebo těsně pod ní, aniž by se ponořili celí. Větší kořist obvykle přinesou zpět na větev, kde ji pták opakovaně udeří zobákem, než ji spolkne.

## Ochrana
Ledňáček džunglový je v Červeném seznamu IUCN  klasifikován jako „téměř ohrožený druh“ a není globálně ohrožen. Populační trend však klesá a počet dospělých jedinců není znám. Je široce rozšířen, ale v severních částech areálu rozšíření je často uváděn jako vzácný. Tato vzácnost by mohla být způsobena přehlížením druhu a/nebo jeho pohybem.  V celém areálu rozšíření tohoto druhu jsou identifikována chráněná místa. 

### Hrozby
Hlavní hrozbou, které čelí ledňáček džunglový, je kácení jeho lesního stanoviště. Počet populací pravděpodobně klesne v důsledku pokračujících kritických ztrát hnízdních stanovišť v důsledku lidské činnosti. Ledňáčci džungloví mohou čelit i dalším hrozbám společným pro ledňáčky a další druhy migrujících ptáků, jako například:
- Znečištění
- Vysušování rybníků a potoků
- Veřejná nechuť k ledňáčkům / nezákonné pronásledování lidmi
- Elektrické dráty
- Klimatické změny v načasování migrace a rozmnožování
- Srážky s umělými překážkami, jako jsou budovy, v jejich letové dráze
- Vyčerpání, vyhladovění a dehydratace
- Eroze břehů potoků